# Prasophyllum suaveolens
Prasophyllum suaveolens är en orkidéart som beskrevs av David Lloyd Jones och Robert J. Bates. Prasophyllum suaveolens ingår i släktet Prasophyllum och familjen orkidéer.
Artens utbredningsområde är Victoria i Australien. Inga underarter finns listade i Catalogue of Life.